# Џорџ Бул
Џорџ Бул (енгл. George Boole; Линколн, 2. новембар 1815 — Корк, 8. децембар 1864) је био енглески математичар и филозоф. Његово највеће достигнуће је било увођење у математику и логику појма алгебре Була. Због значаја тог термина као и његове примене у информатици и математичкој логици Бул се сматра за једног од твораца тих области науке.

## Биографија
Родитељи Џорџа Була били су Мери Ен Џоунс и Џон Бул. Џон је био обућар, али је био заинтересован за науку. Венчали су се 14. септембра 1806. Преселили су се у Линколн где је Џон отворио своју радњу. Породици није добро ишло, јер, због љубави према науци, Џон није могао да се посвети развијању посла. Џорџ, њихово прво дете рођен је после девет година брака, 2. новембра 1815. Мери Ен и Џон су скоро били одустали од деце и Џорџево рођење било је велики повод за славље. Крштен је дан после свог рођења, јер је рођен као слабо и болесно дете, па су се родитељи плашили да неће преживети. Име је добио по Џоновом оцу који је умро у априлу 1815. У следећих пет година, Мери Ен и Џон су добили још троје деце, Мери Ен, Вилијама и Чарлса.
Иако је рођен као слабо и болесно дете, убрзо, Џорџ је постао јак и здрав. Када је имао две године, Џорџ је похађао школу за децу трговаца у Линколну. После годину дана, прешао је у трговачку школу где је остао до своје седме године. Али његово рано учење математике долази од његовог оца. Када је напунио седам година кренуо је у основну школу, где је почео да се интересује за језике, и отац му је довео продавца књига да га учи латински. Када је научио латински, почео је сам да учи грчки. Са четрнаест година, толико је добро знао грчки, да је превео песму једног грчког песника. То је његовог оца учинило веома поносним да је одмах објавио. Његов таленат је био толики да су локални професори оспоравали чињеницу да неки дечак са само четрнаест година може да пише са таквом дубином.
У то време, Џорџ је похађао трговачку академију Беинбриџ у Линколну, на коју је ушао 10. септембра 1828. Ова школа није обезбеђивала врсту едукације какву је Џорџ желео, али била је све што су родитељи могли да му приуште. Сам је научио и немачки и француски, а са шеснаест година постао је асистент учитељу у школи у Данчестеру. На ово је био приморан с обзиром да је посао његовог оца пропао, и морао је да издржава родитеље, браћу и сестру. Задржао је интерес за језике, почео је озбиљно да се бави математиком и одустао је од идеје да приђе цркви. Године 1834. отворио је своју школу у Линколну, иако је имао само деветнаест година. Године 1838. умире Роберт Хол, који је водио Хол академију у Ведингтону. Бул је био позван да преузме школу, што је и урадио. Са својом породицом преселио се у Ведингтон и заједно су водили школу која је примала и стране ученике.
У то време, Бул је проучавао Лапласове и Лагранжеве радове, правећи белешке, које су касније чиниле основу његовом првом математичком раду. Охрабривао га је Грегори Данкан који је у то време био уредник математичких новина на Кембриџу. У лето 1840. отворио је интернат у Линколну, и целе породица се опет преселила са њим. Под утицајем Данкана, почео је да учи алгебру и да своје чланке редовно објављује у математичким новинама Кембриџа. Почео је да сарађује са Де Морганом 1842. и следеће године је написао рад “On a general method of analysis applying algebraic methods to the solution of differential equations”. Рад је објавио 1844. и за њега је, новембра 1844, добио медаљу краљевског друштва. Његов рад на математици почео је да му доноси славу. Добио је место предавача математике на Квинс колеџу 1849. Отац му је умро у децембру 1848, а у августу 1849, Бул је проглашен за првог професора математике на Квинс колеџу. Тамо је остао до краја свог живота, стекавши репутацију посвећеног професора. Маја 1851. Бул је изабран за декана науке (енгл. Dean of Science). У међувремену, упознао је Мери Еверест, чији је ујак био професор грчког. Упознали су се 1850. када је Мери посетила свог ујака у Корку, и поново су се видели 1852. када је Бул посетио породицу Еверест у Виквору. Бул је почео да даје Мери часове математике, тада је имао 37 година, а Мери 20. 1855. умро је Мерин отац, оставивши је без ичега, и Бул је тада запросио. Венчали су се 11. септембра 1855. у Виквору. Имали су веома складан брак и пет ћерки, Мери Елен (1856), Маргарет (1858), Алисија (1860), Луси Еверест (1862), и Етел Лилијан (1864).

## Рад и дела
Булов први објављени рад био је „Истраживања у теорији аналитичких трансформација, са посебном применом на редукцију опште једначине другог реда“, штампан у Кембриџшком математичком журналу фебруара 1840. (том 2, бр. 8, стр. 64–73), и то је довело до пријатељства између Була и Данкана Фаркухарсона Грегорија, уредника часописа. Његови радови се налазе у око 50 чланака и неколико засебних публикација.
Године 1841, Бул је објавио утицајан рад у раној теорији инваријанти. Он је добио медаљу Краљевског друштва за своје мемоаре из 1844. године „О општој методи у анализи“. Био је то допринос теорији линеарних диференцијалних једначина, прелазећи од случаја константних коефицијената о којима је он већ објавио радове, до променљивих коефицијената. Иновација у оперативним методама је да се призна да операције не морају да комутирају. Године 1847, Бул је објавио Математичку анализу логике, прво од његових дела о симболичкој логици.
Булово најважније дело било је „Истраживање закона мисли на коме се заснива математичка теорија логике и вероватноће“, објављено 1854. Бул је пришао логици на нов начин, сажимајући је у просту алгебру, претварајући логику у математику. То је алгебарска структура која сажима основу операција И (AND), ИЛИ (OR), НЕ (NOT), као и скуповних операција као што су унија, пресек и комплемент.

### Диференцијалне једначине
Бул је током свог живота комплетирао две систематске расправе о математичким предметима. Трактат о диференцијалним једначинама појавио се 1859. године, а следеће године је уследио Трактат о прорачуну коначних разлика, као наставак претходног рада.

### Анализа
Године 1857, Бул је објавио расправу „О поређењу трансцендентног, са одређеним применама на теорију одређених интеграла“, у којој је проучавао збир остатака рационалне функције. Између осталих резултата, доказао је оно што се сада зове Булеов идентитет:
{\displaystyle \mathrm {mes} \left\{x\in \mathbb {R} \,\mid \,\Re {\frac {1}{\pi }}\sum {\frac {a_{k}}{x-b_{k}}}\geq t\right\}={\frac {\sum a_{k}}{\pi t}}}
за све реалне бројеве ak > 0, bk, и t > 0. Генерализације овог идентитета играју важну улогу у теорији Хилбертове трансформације.

### Примена булове алгебре
Булова алгебра има примену у дигиталној електроници. На примеру из дигиталне електронике, И коло ће показати ТАЧАН резултат (бинарно 1), само ако су сви улази 1. ИЛИ коло ће показати ТАЧАН резултат ако му је један од улаза 1. НЕТАЧАН резултат ће показати само ако су оба улаза 0. НЕ коло има само један улаз, и сигнал на излазу је супротан од сигнала на улазу. НЕ коло може бити комбиновано са И, што даје НИ (NAND), и са ИЛИ, што даје НИЛИ (NOR). Ова кола имају исти процес улаза сигнала, али на крају излази супротан сигнал. Створио је алгебру логике која је названа Булова алгебра, и која налази примену у конструкцији рачунарa, укључујући струјна кола итд.

## Смрт
Нажалост, није живео дуго, умире у 49-ој години живота, 8. децембра 1864. од прехладе, коју је добио тако што је пешачио две миље по киши, како би стигао на предавање, које је одржао у мокрој одећи.